# Chutes Takakkaw
Les chutes Takakkaw sont des chutes d'eau qui descendent des montagnes de Colombie-Britannique au Canada. Elles se trouvent dans le parc national de Yoho.

## Source de la traduction
- (en) Cet article est partiellement ou en totalité issu de l’article de Wikipédia en anglais intitulé « Takakkaw Falls » (voir la liste des auteurs).